# オシビサ
オシビサ（Osibisa）は、イギリスのアフロ・ロックのバンド。1969年にロンドンで結成された。
メンバーは在英ガーナ、ナイジェリア、西インド諸島出身者たちによって構成され、ヴォーカルとテナー・サックス、パーカッション担当のテディ・オセイ、トランペット、フューゲルホルン、パーカッション担当のマック・トントらを中心メンバーとしている。
日本では「サンシャイン・デイ」などの曲がよく知られている。また、映画『スーパー・フライTNT』（1973年）のサウンド・トラック盤を担当したこともある。

## ディスコグラフィ

### アルバム
- 『オシビサ』 - Osibisa (1971年) ※Billboard 200 55位、英11位、加49位
- 『ウォイヤヤ』 - Woyaya (1971年) ※Billboard 66位、英11位、加61位。慣習的に「Woyaya」と綴られているが、タイトルは実際にはガーナのガ語に由来する「Wɔyaya」（オープンなオーを使用）である。
- 『ヘッズ』 - Heads (1972年) ※Billboard 125位、加86位
- Superfly T.N.T. Soundtrack (1973年) ※Billboard 159位
- 『ハッピー・チルドレン』 - Happy Children (1973年) ※Billboard 202位
- 『オシビロック』 - Osibirock (1974年) ※Billboard 175位
- Welcome Home (1975年) ※Billboard 200位
- Ojah Awake (1976年)
- Mystic Energy (1980年)
- Celebration (1980年)
- African Flight (1981年)
- Movements (1989年)
- African Criss Cross (1990年)
- Monsore (1997年)
- African Dawn, African Flight (2003年)
- Wango Wango (2004年)
- Osee Yee (2009年)

### ライヴ・アルバム
- 『ブラック・マジック・ナイト オシビサ・ライヴ』 - Black Magic Night: Live at the Royal Festival Hall (1977年)
- Unleashed  (1983年)
- Live at The Marquee (1984年)
- Live at Cropredy (1998年)
- Aka Kakra (2001年)
- Blue Black Night (2005年)

### コンピレーション・アルバム
- Spirits Up Above (1972年)
- Best of Osibisa (1973年)
- Gold (1992年)
- Celebration: The Best of Osibisa (1992年)
- Criss Cross Rhythms (1992年)
- The Very Best of Osibisa (1994年)
- Hot Flashback Volume 1 (1997年)
- Sunshine Day: The Very Best of Osibisa (1997年)
- The Ultimate Collection (1997年)
- The Best of Osibisa (1999年)
- Best of V.1 (2001年)
- The Very Best of Osibisa (2001年)
- Millennium Collection (2002年)
- Best of Osibisa (2002年)
- Selected Works (2008年)
- Sunshine Day: The Hits (2008年)
- The Very Best of Osibisa (2009年)
- 『シングルス A'S, B'S & 12インチ』 - Singles As, Bs & 12 Inches Box Set (2015年)

### 参加コンピレーション・アルバム
- Various Artists : The Rough Guide to African Disco (2013年) ※「Dance The Body Music」を収録

### シングル
- "Music for Gong Gong" (1971年)
- "Wango Wango" (1972年)
- "Ana Bo 1" (1972年)
- "Move On" (1972年)
- "Prophets" (1973年)
- "Happy Children" (1973年)
- "Adwoa" (1974年)
- "Who's Got The Paper" (1974年)
- "The Warrior" (1975年)
- "Sunshine Day" (1975年)
- "Black Ant" (1976年)
- "Dance the Body Music" (1976年)
- "The Coffee Song" (1976年)
- "The Warrior" (1977年)
- "Black Out" (1977年)
- "Living Loving Feeling" (1978年)
- "Jumbo" (1980年)
- "Celebration" (1980年)
- "Oreba" (1980年)
- "I Feel Pata Pata" (1980年)
- "Move Your Body" (1982年)
- "Wooly Bully" (1985年)
- "Sunshine Day (radio edit)" (1996年)
- "Dance The Body Music" (1997年)
- "Survival" (1999年)

## 映像作品
- Warrior (1983年) ※VHS。1983年4月5日、ロンドン・マーキー・クラブにて収録。
- Osibisa - Live (2003年) ※DVD Plus。上記ライヴと同内容。
- Live from the Marquee Club (2012年) ※上記ライヴと同内容。